# スーツアクターの一覧
スーツアクターの一覧は、スーツアクターの50音順の一覧である。

## あ行
- 赤田昌人
- 秋吉砂喜子 - 『超星神グランセイザー』セイザーヴィジュエル役
- 秋山智彦
- 阿形正樹
- 浅井宏輔
- スティーブ・アップス
- 渥美博
- ケフィ・アブリック
- 新井宏幸
- 荒垣輝雄（新垣輝雄）
- 荒川真 - 『キカイダー REBOOT』キカイダー役
- 飯塚実
- 池田力也 - 『イナズマン』帝王バンバ役
- 石垣広文
- 石井浩
- 石井靖見
- 泉梅之助
- 伊藤久二康
- 伊藤教人
- 伊藤慎
- 伊奈貫太
- 今井喜美子
- 今井靖彦
- 岩上弘数
- 岩崎晋弥
- 岩田栄慶
- 上田弘司
- 上西弘次
- デヴィッド・ウォルド
- 内川仁朗
- 内海進
- 浦上嘉久
- 宇留木康二
- 永徳（大岩永徳）
- 大島遥
- 大杉雄太郎
- 太田雅之
- 太田理愛 - 『ゴジラ・モスラ・キングギドラ 大怪獣総攻撃』バラゴン役[1][2]
- 大滝明利
- 大月ひかる（春原貞雄）
- 大仲清治
- 大西雅樹
- 大葉健二
- 大橋明
- 大林勝
- 大藤直樹
- 大村亨
- 岡和輝
- 岡崎薫
- 岡田和也
- 岡田勝
- 岡田良治
- 岡野弘之
- おかのみさと（鈴木みさと）
- 岡元次郎
- 岡本美登
- 荻原紀
- おぐらとしひろ（小倉敏博）
- 押川善文
- 翁長大輔
- 小野友紀

## か行
- 甲斐将馬
- 加藤大樹（加藤寿）
- 鹿沼えり
- 金子起也
- 金田進一
- 神尾直子
- 唐沢潔（現･唐沢寿明）
- 河合徹
- 河原崎洋央
- きくち英一
- 菊地寿幸
- 北岡久貴
- 喜多川2tom（喜多川務）
- 北原裕次[3]
- 北村隆幸
- 清野幸弘
- 日下秀昭
- 久須美欽一
- 久保田香織（一条かおり）
- 釼持誠
- 小池達朗
- 古賀弘文
- こしげなみへい（横山和博）
- 小島美穂
- 駒田次利 - 『ゴジラ対メガロ』ジェットジャガー役、『冒険ロックバット』ブレイザー役[4]
- 五味涼子
- 権藤俊輔

## さ行
- 西京利彦 - 『ウルトラセブン』ミクラス役[5]
- 西条満
- 齋藤恵美子
- 酒井亜美 - 『超星神グランセイザー』セイザーパイシーズ役、『オタスケガール』オタスケガール役
- 佐々木俊宜
- 薩摩剣八郎（中山剣吾）
- 佐藤賢一
- 佐藤太輔
- 佐藤優 - 『幻星神ジャスティライザー』クロガネ役、『超星艦隊セイザーX』ブレアード役[6]
- 篠原正記
- 柴原孝典
- 清水真子 - 『劇場版 仮面ライダー龍騎 EPISODE FINAL』仮面ライダーファム役
- 下川真矢
- 下園愛弓
- 白井雅士
- 白濱孝次
- 城谷光俊
- 新上博巳
- 末永博志
- 末吉功治
- 杉口秀樹
- 鈴木邦夫
- 砂押裕美[7]
- 清家利一
- 関裕志
- 関田裕
- 関谷健利
- 瀬島達佳

## た行
- 田井和彦
- 大道寺俊典
- 田浦リオ
- 高岩成二
- 高田瞳
- 高田将司
- 高橋利道
- 竹内康博
- 竹田道弘
- 武智健二
- 田尻陽一郎
- 田中耕三郎 - 『秘密戦隊ゴレンジャー』キレンジャー役[8]
- 田中宏幸
- 田邊智恵
- アンソニー・ダニエルズ
- 千田義正
- 佃井皆美
- 辻井啓伺
- 手塚勝巳
- 寺井大介
- 藤榮史哉
- 遠矢孝信
- 所博昭
- 杜澤泰文
- 外島孝一
- 藤榮史哉
- 富田稔
- 富永研司
- 豊田耕三
- ヴァーン・トロイヤー

## な行
- 中川清人
- 中川素州
- 中澤まさとも
- 中島厚也
- 中島春雄
- 永嶋美佐子
- 永瀬尚希
- 永田朋裕
- 中田裕士
- 中村浩二
- 中村忠弘
- 中村晴吉
- 中村博亮
- 中村文弥
- 中村祐
- 中屋敷哲也
- 梛野素子
- 新堀和男
- 二家本辰巳
- 西沢智治
- 西村郎
- 野川瑞穂
- 野口彰宏

## は行
- 羽賀亮洋
- 橋口未和
- 橋本恵子
- 橋本春彦
- 長谷川恵司
- 長谷川恵
- 蜂須賀祐一
- 蜂須賀昭二
- 葉都英樹
- 原隆之
- 破李拳竜
- 春田純一
- 人見早苗
- 広沢俊
- 広瀬正一
- 深沢政雄（小人のマーチャン）
- 福沢博文
- 福島龍成
- 福田健次
- 福田大助
- 福田亘
- 福留幸夫
- 藤井祐伍
- 藤田慧
- 藤田房代
- 藤田洋平
- 富士野幸夫
- 藤本幸太郎
- スコウ・ブラウニング
- 古谷敏
- ケヴィン・ピーター・ホール
- 本間崇寛

## ま行
- マーク武蔵
- 前田浩
- 益田てつ
- 的場耕二
- 満月英世
- 松上順也
- 松末博行 - 『超星神グランセイザー』セイザーゴルビオン役[9]
- 水谷健
- 南辻史人
- 南博男
- 三村幸司
- 三宅敏夫
- 宮崎剛
- 村岡弘之
- 村上潤
- 村上利恵
- ピーター・メイヒュー
- 森聖二
- 森岡隆見

## や行
- 安田顕 - 『水曜どうでしょう』onちゃん役[10]
- 矢部敬三
- 山岡淳二
- 山口照雄
- 山口仁
- 山下純
- 山田一善
- ミチ・ヤマト（山際道則）
- 山村哲夫
- 山本諭
- 横尾和則
- 横田遼
- 横山一敏
- 横山誠
- 吉尾亜希子
- 吉田瑞穂

## ら行
- ブリジット・ライリー
- 力丸佳大
- 龍坐

## わ行
- 和田三四郎
- 渡辺淳
- 渡辺実
- 渡辺元子